# Ilmari Tapiovaara

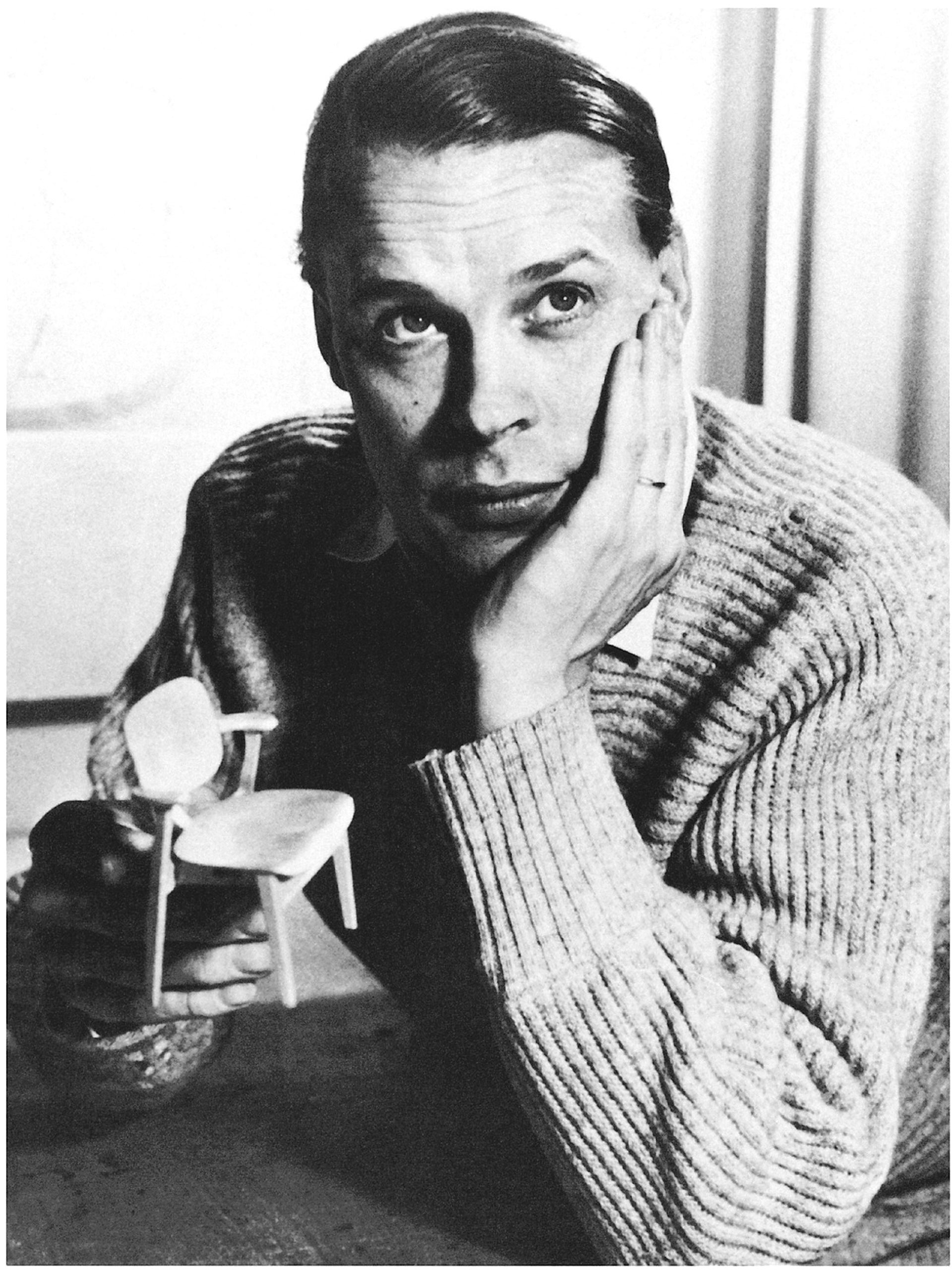
Ilmari Tapiovaara

Yrjö Ilmari Tapiovaara (Tampere, 7 september 1914 – Helsinki, 31 januari 1999) was een Finse ontwerper, bekend door zijn meubels en stoffen.
Tapiovaara wordt beschouwd als een belangrijke schakel in het internationale design van de 20e eeuw. Hij werkte onder meer in de kantoren van Alvar Aalto in Londen en Le Corbusier in Parijs; tot zijn studenten behoren Eero Aarnio en Yjrö Kukkapuro. Als gastprofessor aan het beroemde Illinois Institute of Technology had Tapiovaara ook nauw contact met Ludwig Mies van der Rohe.

## Levensloop
Ilmari Tapiovaara studeerde industrieel ontwerp en interieurarchitectuur aan het Taideteollisuuskeskuskoulu Instituut voor Industrieel Ontwerp in Helsinki. Na zijn afstuderen werkte hij bij het architectenbureau van Le Corbusier in Parijs voordat hij de functie van artistiek directeur overnam bij de meubelfabriek Asko in Lahti, Finland. Rond 1950 richtte hij samen met zijn vrouw, de architect Annikki Tapiovaara, een ontwerpstudio op, waar hij vervolgens als freelance ontwerper werkte. Van 1950 tot 1953 gaf hij les aan de Taideteollinen Korkeakoulu School of Art and Design en was gastprofessor aan het Institute of Design van het Illinois Institute of Technology in Chicago. Van 1959 tot 1968 was Tapiovaara lid van het bestuur van de Finse Design Association Ornamo, waarvan hij in 1978 erelid werd. Van 1965 tot 1969 doceerde hij interieurontwerp aan de Technische Universiteit Helsinki. Van 1974 tot 1975 was hij adviseur bij het ontwerp en de productie van exportmeubilair op Mauritius voor UNIDO (United Nations Industrial Development Organization).

## Levenswerk
Ilmari Tapiovaara legde zijn artistieke focus op het ontwerp en de ontwikkeling van een voorbeeldige multifunctionele stoel. Hij ontwikkelde stoelen die snel in hun onderdelen kunnen worden gedemonteerd of kunnen worden gestapeld en vervoerd. Bekende voorbeelden zijn zijn stapelstoelen Lukki I (1952, voor Lukkiseppo) en Wilhelmiina (1959). Tot zijn bekendste werken behoren de stoel Domus, de zitgroep Pirkka, de kruk Tale en de fauteuil Mademoiselle. Al dit meubilair wordt nu vervaardigd door Artek.
Ilmari Tapiovaara werkte niet alleen als meubelontwerper, maar was ook creatief op het gebied van grafiek, fotografie, interieurontwerp en architectuur. Hij ontwierp lampen, glaswerk, roestvrijstalen bestek, stereosystemen, tapijten, textiel, behang en speelgoed. Tussen 1951 en 1960 ontving Ilmari Tapiovaara zes gouden medailles van de Triënnale van Milaan voor zijn ontwerpen - meer dan welke andere ontwerper dan ook. In 1971 ontving hij de Finse Staatsprijs voor Design.

## Foto's

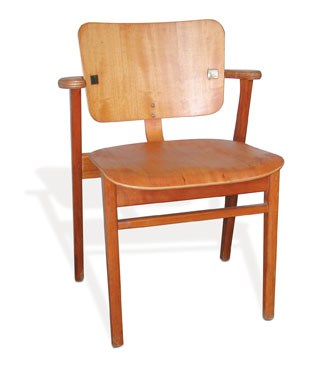
Stoel Domus

- Gemeinsame Normdatei: 124680224
- International Standard Name Identifier: 0000 0001 2129 3664
- KulturNav: f7d1e52a-a21c-4823-b2d8-b9464da747c9
- Library of Congress Control Number: no2011149199
- National Gallery of Victoria: 27028
- RKD-Nederlands Instituut voor Kunstgeschiedenis: 314600
- SNAC: w6cr75n2
- Système universitaire de documentation: 149598920
- Union List of Artist Names: 500620442
- Virtual International Authority File: 40318453
- WorldCat: E39PBJhxrvVCJctQMqcdmgrwmd